# .bb
.bb là tên miền Internet quốc gia (ccTLD) dành cho Barbados. Nó được quản lý bởi Cable & Wireless (Barbados) Limited.